# Sandkullen en Sågarehagen
Sandkullen en Sågarehagen (Zweeds: Sandkullen och Sågarehagen) is een småort in de gemeente Lerum in het landschap Västergötland en de provincie Västra Götalands län in Zweden. Het småort heeft 140 inwoners (2005) en een oppervlakte van 22 hectare. Eigenlijk bestaat het småort uit twee plaatsen: Sandkullen en Sågarehagen.